# Xã Lyon, Quận Hamilton, Iowa
Xã Lyon (tiếng Anh: Lyon Township) là một xã thuộc quận Hamilton, tiểu bang Iowa, Hoa Kỳ. Năm 2010, dân số của xã này là 1.553 người.